# Nematanthus
Nematanthus är ett släkte av tvåhjärtbladiga växter. Nematanthus ingår i familjen Gesneriaceae.

## Bildgalleri

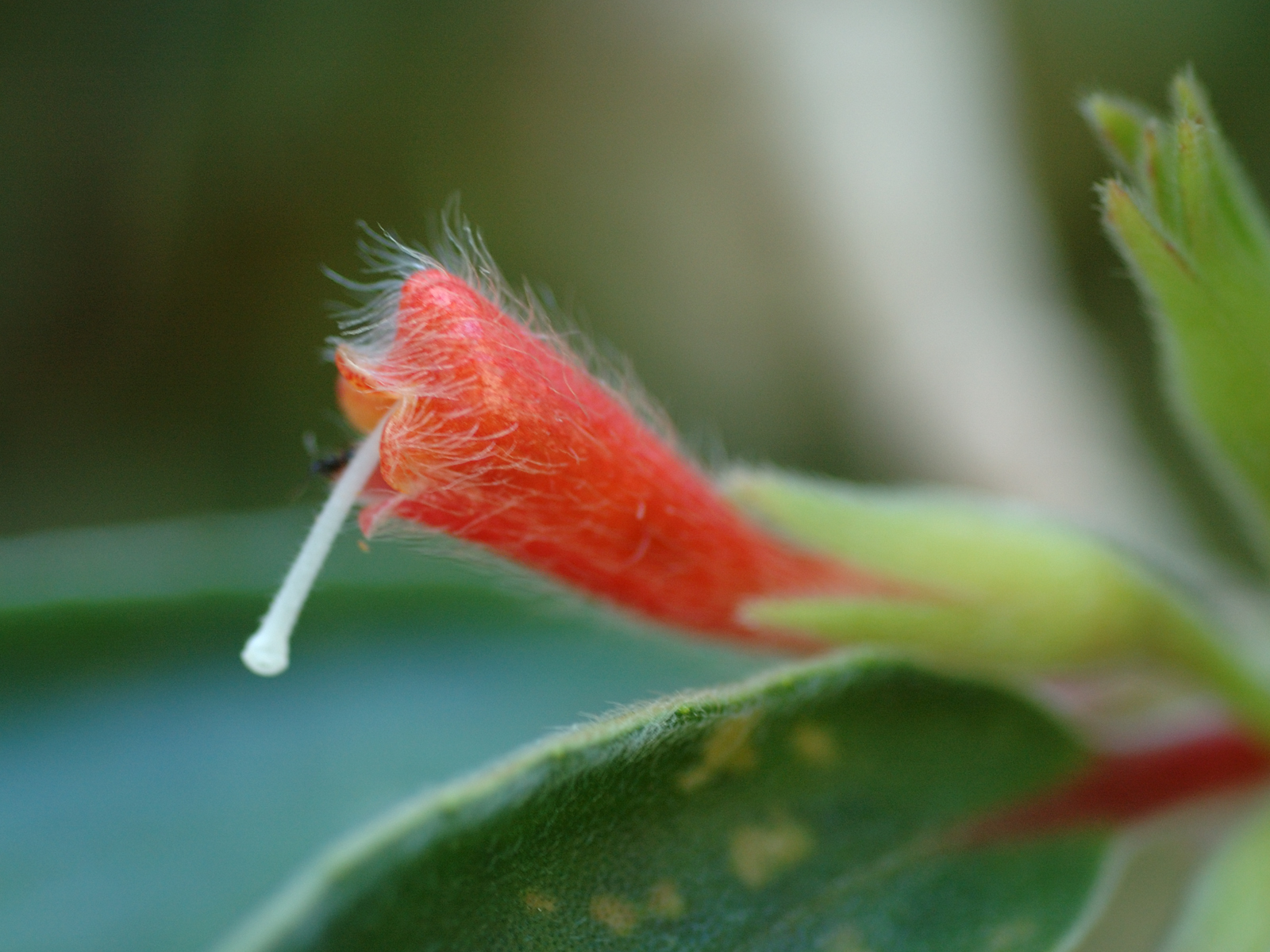
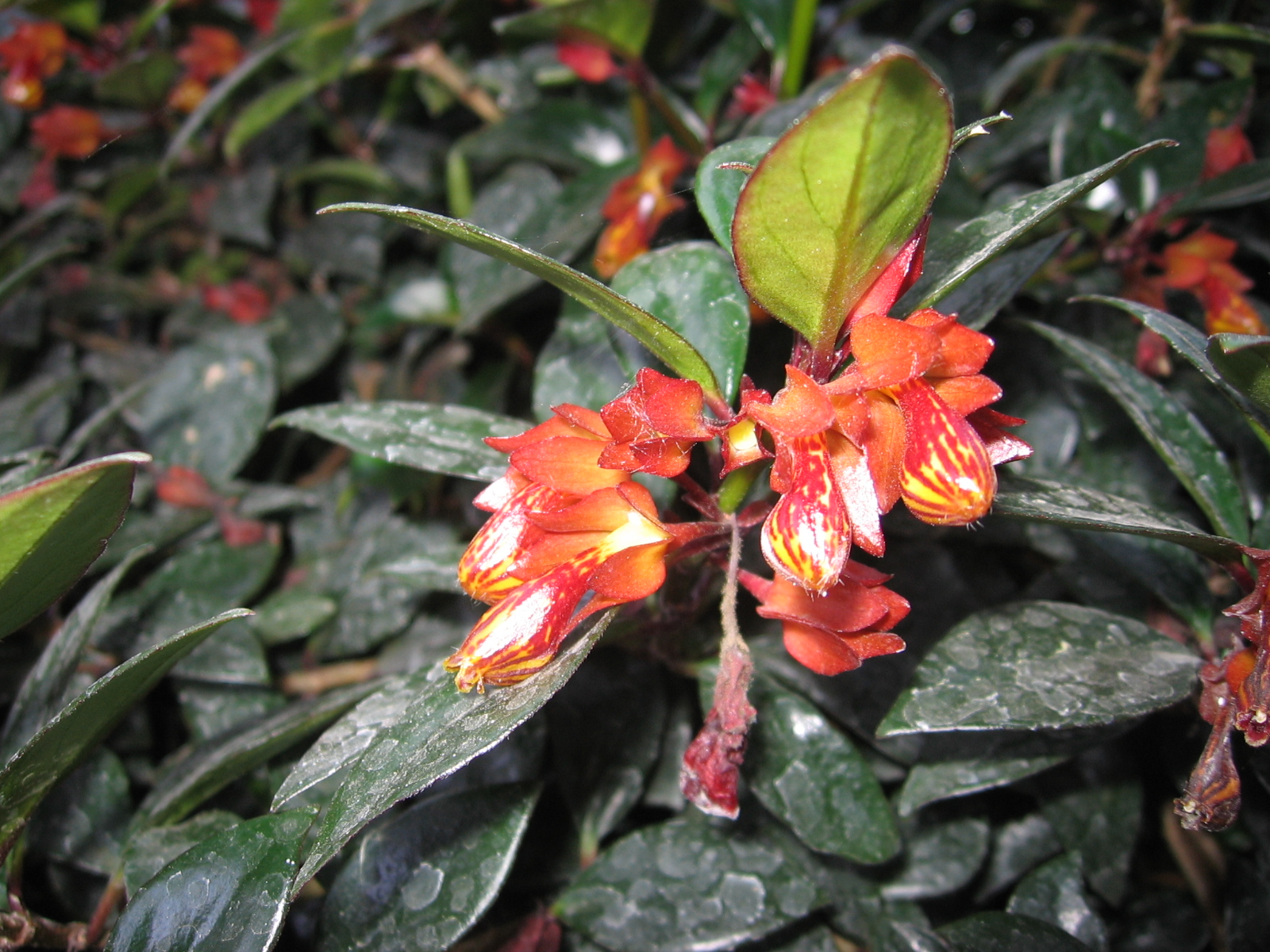

## Dottertaxa tillNematanthus, i alfabetisk ordning[1]
- Nematanthus albus
- Nematanthus australis
- Nematanthus bradei
- Nematanthus brasiliensis
- Nematanthus corticola
- Nematanthus crassifolius
- Nematanthus fissus
- Nematanthus fluminensis
- Nematanthus fornix
- Nematanthus fritschii
- Nematanthus gregarius
- Nematanthus hirtellus
- Nematanthus jolyanus
- Nematanthus kautskyi
- Nematanthus kuhlmannii
- Nematanthus lanceolatus
- Nematanthus maculatus
- Nematanthus mattosianus
- Nematanthus mirabilis
- Nematanthus monanthos
- Nematanthus punctatus
- Nematanthus pycnophyllus
- Nematanthus savannarum
- Nematanthus sericeus
- Nematanthus serpens
- Nematanthus striatus
- Nematanthus strigillosus
- Nematanthus teixeiranus
- Nematanthus tessmannii
- Nematanthus wettsteinii
- Nematanthus wiehleri
- Nematanthus villosus